# Depozyt overnight
Depozyt overnight (O/N) – rodzaj krótkoterminowego depozytu zakładanego na jeden dzień (środki zamrożone na lokacie zostają najczęściej od godzin popołudniowych dnia, w którym założono depozyt do godzin porannych dnia następnego; lokata może być założona na kilka dni, jeżeli następny dzień jest dniem wolnym od pracy).
System depozytów overnight stosowany jest do lokowania dużych sum. Jest bardzo popularny na rynku międzybankowym, gdzie konieczne jest zachowanie przez inwestora (bank) dużej płynności finansowej i łatwego dostępu do gotówki. Bank pożyczający otrzymuje pieniądze w dniu zawarcia transakcji, a zwraca w następnym dniu roboczym.
Oprocentowanie depozytów overnight jest zazwyczaj niższe niż lokat zakładanych na dłuższy okres, ale wyższe niż rachunków bieżących.